# Nádasdy Boldizsár
Nádasdi Nádasdy Boldizsár (fl. 1636–1664), Vas vármegye alispánja 1646 és 1656 között, országgyűlési követe 1659-ben, földbirtokos.

## Élete
Az ősrégi dunántúli nemesi származású nádasdi Nádasdy családnak a köznemesi ágában született. Apja nádasdi Nádasdy Tamás (fl. 1586–1619), Vas vármegye alispánja 1591 és 1600, majd 1608 és 1619 között, földbirtokos, anyja a lengyeltóti Lengyel családnak a sarja, lengyeltóthi Lengyel Katalin (fl. 1613). Az apai nagyszülei nádasdi Nádasdy János, földbirtokos és damonyai Damonyay Krisztina; az anyai nagyszülei lengyeltóti Lengyel István (fl. 1567–1581), szigligeti várkapitány, földbirtokos, és dalkai Hathalmy Zsófia (fl. 1563) voltak. Az apai nagyapai dédszülei ifjabb Nádasdy László (fl. 1494–1526), földbirtokos és borhidai Ebres-i Ilona (fl. 1496–1518) voltak. Az anyai nagyanyai dédszülei dalkai Hathalmy György (fl. 1534–1567), semptei várnagy, földbirtokos és némai Kolos Erzsébet (fl. 1580) voltak. Hathalmy György apja Hathalmy Lázár (fl. 1480–1534), Veszprém vármegye alispánja, a veszprémi vár várnagya, földbirtokos volt. Az apai ükszülei idősebb Nádasdy László (fl. 1435–1482), erdélyi alvajda 1465 és 1467 között és Sánkfalvy Katalin voltak. 
Vas vármegye 1646. évi tisztújításán a Vas vármegyei főispán Nádasdy azon fáradozott, hogy Batthyány Ádámnak megfelelő tisztségviselőket válasszanak: „be mentem vala az gyűlésbe, s azon igyekeztem, hogy az minemű birakatt valaßtattak, azok Kegelmegnekis kedue szerint valók lettek volna..." így Meszlény Benedeket és Nádasdy Boldizsárt az alispáni tisztre, míg Dömölky Andrást, Bácsmegyey Simont, Sághy Ferencet és Deső Györgyöt a szolgabírói karba választották meg. A törökök folytonos beütéseinek megakadályozására 1648. augusztus 26-ikára Szombathelyre ismét nemesi felkelést rendelt a király; az egybegyűlt nemesség felét Sárvár őrizetére küldték ki. Az 1649. évi III. t.-cz. értelmében a Dunántúl hét vármegyéjére ezer gyalogos és lovaskatona vettetett ki.
A hadjutalék arányos kivetése czéljából a vármegye június 21-én tartott közgyűlésében Nádasdy Boldizsár és Meszlény Benedek alispánok, Horváth János, Kisfaludy István, Palásty János, Kupriszor Márkus, Angyal György és Horváth Ferenc főjegyzőből álló bizottságot küldte ki, mely július 1-én Csepregen a többi vármegye küldötteivel megegyezésre jutván, 685 főnyi lovas közül Batthyány Ádám 99-et, Nádasdy Ferenc főispán 80-at volt köteles kiállítani, míg a gyalogosból Vasmegyére 50, Kőszeg városára 30 esett. A hadak eltartásának kérdése azonban sokkal nehezebb volt, részben, mert a hódoltsági részek lakossága kétfelé volt köteles adózni, másrészt, mert az idegen zsoldos hadak tömérdek kárt okoztak a védelmükre bízott vidékeken. A bajok eloszlatására Wesselényi nádor 1658. július 3-ára Érsekújvárra tanácskozást hívott össze, melyen a vármegye Káldy Péter alispán vezetése alatt álló egy négy tagú küldöttséggel képviseltette magát.
1658 decemberében Gorup János és mankóbüki Horváth Ferenc mellett Káldy Péter képviselte Vas vármegyét a dunántúli vármegyék egyre rendszeresebbé váló, akkor éppen Sopronban megtartott regionális részgyűlésén. 1659. július 7-én alispánként őt, illetve Nádasdy Boldizsárt követté választották a július 21-ére, Pozsonyba összehívott országgyűlésre. 1664-ben Niczky Gáspár töltötte be az alispáni hivatalt, aki mellé a másik alispáni tisztre az 1664-évi tisztújító közgyűlésben Nádasdy Boldizsár, Perneszy János és Svastics István ellenében, telekesi Török Istvánt választották meg.

## Házassága és leszármazottjai
Feleségül vette az előkelő nemesi tarródi és németszecsődi Tarródy Orsolya (fl. 1628–1638) kisasszonyt, akinek a szülei tarródi és németszecsődi Tarródy András (fl. 1595–1628), földbirtokos és bisági Geréczy Borbála (fl. 1598–1628) voltak; Tarródy Andrásné Geréczy Borbálának az apja bisági Geréczy Bertalan (fl. 1555–1599), nagykanizsai várkapitány, földbirtokos volt. A menyasszonynak az apai nagyszülei tarródi és németszecsődi Tarródy Boldizsár (fl. 1593), földbirtokos és nádasdi Darabos Krisztina voltak. Tarródy Orsolya jómódú zalai és vasi felmenőkkel rendelkezett, akiktől egy jelentős birtokállományt örökölt. Tarródy Boldizsárné nádasdi Darabos Krisztina szülei nádasdi Darabos Gergely (fl. 1561–1564), földbirtokos és szenterzsébeti Terjék Orsolya (fl. 1562–1570) voltak. Tarródy Boldizsárné Darabos Krisztinának az apai nagyszülei nádasdi Darabos János (fl. 1517–1549), királyi ember, földbirtokos, és konschinai Konzky Petronella (fl. 1549), illetve az apai nagyanyai dédszülei konschinai Konzky Péter (fl. 1507–1529), szlavóniai ítélőmester, földbirtokos, aki 1515. február 21-én címeres levelet szerzett, valamint szentbalázsi Zele Erzsébet voltak. 
A még fiatal hajadon Tarródy Orsolyát 1628. december 7-én fiúsította II. Ferdinánd magyar király. Nádasdy Boldizsárnak és Tarródy Orsolyának volt két fiúgyermeke, Tamás és András, akik 1678. augusztus 6-án édesanyjuk révén fiúsításban részesültek I. Lipót magyar király kegyéből. Nádasdy Boldizsár és Tarródy Orsolya frigyéből született:
- Nádasdy András, földbirtokos. Felesége: telekesi Török Margit.
- Nádasdy Orsolya. Férje: jobbágyi Gaiger Miklós, földbirtokos.
- Nádasdy Erzsébet. Férje: sághfai Sándor György, földbirtokos.
- Nádasdy Katalin. Férje: palásti és keszihóczi Palásthy István, földbirtokos.
- Nádasdy Tamás (fl. 1678–1689), földbirtokos. Felesége: meszléni Meszlény Éva (fl. 1688–1699), meszléni Meszlény Benedek vasi alispánnak a lánya.